# ثریا اسفندیاری
ثریا اسفندیاری بختیاری (۱ تیر ۱۳۱۱ – ۴ آبان ۱۳۸۰) در فاصله سال‌های ۱۳۲۹ تا ۱۳۳۶ ملکه ایران بود. وی دومین همسر محمدرضاشاه به‌شمار می‌آمد. او فرزند خلیل‌خان اسفندیاری و نوه اسفندیارخان سردار اسعد بود.

## زادروز و دوران نوجوانی

خلیل اسفندیاری، اوا کارل و ثریا

ثریا دختر خلیل اسفندیاری و اوا کارلِ آلمانی، در ۱ تیر ۱۳۱۱ در یک خانوادهٔ سرشناس بختیاری در اصفهان
زاده شد. او یک برادر و خواهر کوچکتر به نام‌های بیژن و لعیا داشت. ثریا تا هشت ماهگی در ایران بود و پس از آن خانواده‌اش به دلیل وضعیت نامطلوب بهداشتی در ایران و شیوع آبله برای دوری از خطر بیماری او را با خود به برلین بردند.
وی کودکی را در محله کوپنیک برلین گذراند و در پاییز ۱۳۱۶ به‌ اتفاق خانواده‌اش به ایران بازگشت. در اصفهان وارد مدرسه آلمانی‌های مقیم اصفهان شد و زبان فارسی را نزد معلم خصوصی فرا گرفت. تا ۱۳۲۰ در آن مدرسه به تحصیل پرداخت؛ ولی پس از اشغال ایران در جریان جنگ جهانی دوم مدارس آلمان‌ها تعطیل شد. او در ۱۳۲۳ وارد مدرسه مُبلغ (میسیونر)های انگلیسی شد و تا پانزده سالگی در این مدرسه به تحصیلاتش ادامه داد تا اینکه در ۱۳۲۶ به‌ همراه خانواده‌اش به سوئیس رفت. در آنجا زبان فرانسه آموخت و انگلیسی را نیز بعدها در مؤسسه‌ای در لندن تکمیل کرد. ثریا به زبان‌های آلمانی، فارسی، انگلیسی و فرانسوی مسلط بود و به دلیل زیبایی مورد توجه شاه قرار گرفت. به وی شاهدختی با چشمان زمردین نیز گفته شده است.

## ازدواج با محمدرضا پهلوی

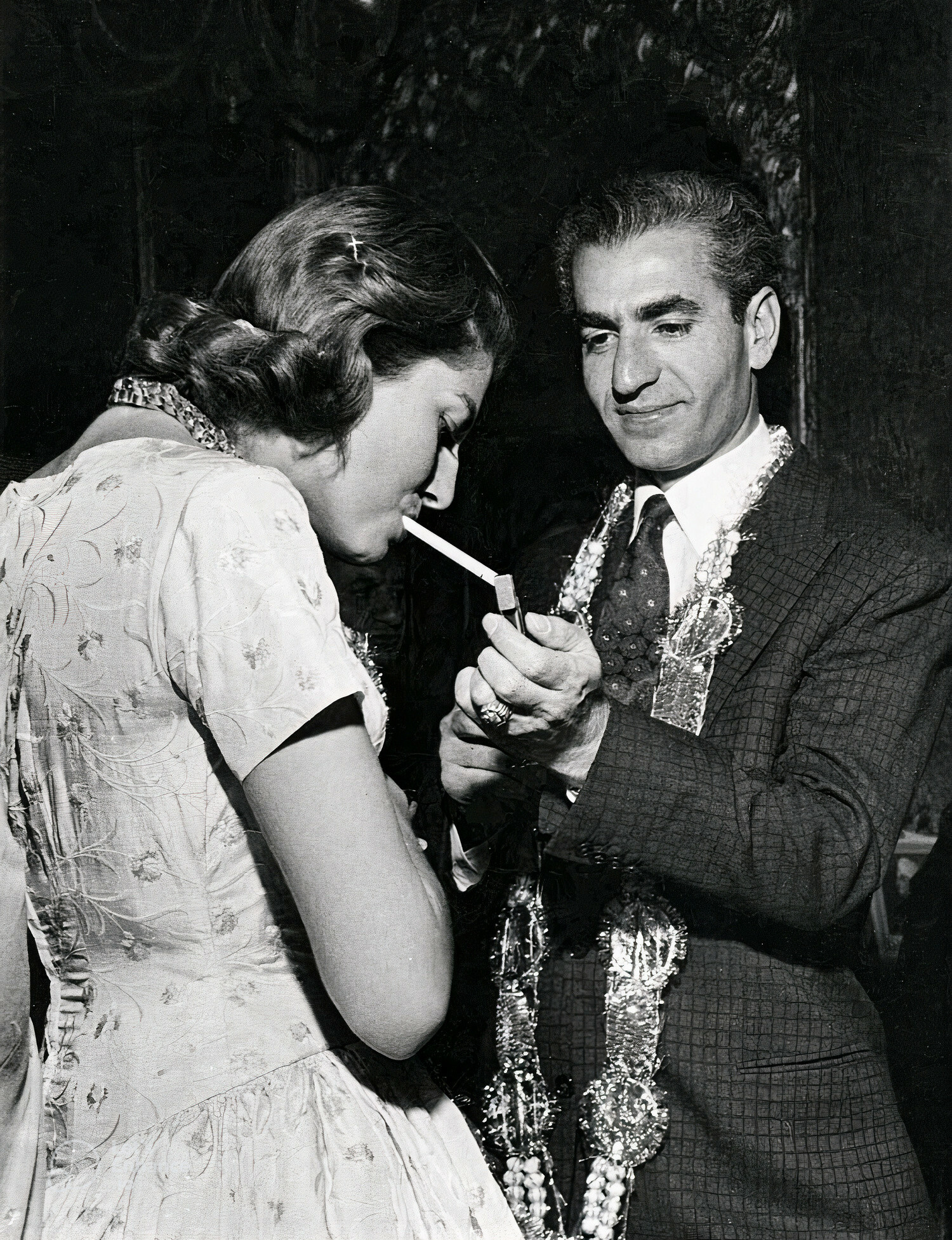
محمدرضا پهلوی و ثریا اسفندیاری

انتخاب ثریا برای همسری محمدرضا به وسیلهٔ خواهر بزرگ‌تر شاه، شمس انجام گرفت. شمس در یک مجلس مهمانی در سفارت ایران در لندن که ثریا هم دعوت شده بود، در همان نظر اول او را پسندید و مسئله را با خلیل اسفندیاری در میان گذاشت. ثریا با آمادگی قبلی برای روبه‌رو شدن با شاه به تهران آمد. ثریا در خاطرات خود می‌نویسد که بزرگ‌ترین آرزوی او پیش از این‌که ملکهٔ ایران بشود، هنرپیشگی سینما بوده و پیش از اینکه برای اولین دیدار با شاه به کاخ سلطنتی برود، با پدرش شرط کرده بود که اگر شاه او را نپسندید یا او از شاه خوشَش نیامد، او را به هالیوود بفرستد.
ولی شاه هم مثل خواهرش در اولین نظر او را پسندید و ثریا هم تمایل به این ازدواج پیدا کرد و مراسم نامزدی آنها روز ۶ دی ۱۳۲۹ در نظر گرفته شد. امیدواری آنها این بود که مراسم ازدواج به‌زودی برگزار شود، ولی ثریا ناگهان دچار بیماری حصبه شد و روزبه‌روز هم بیماری‌اش شدت یافت و همه را دچار نگرانی کرد. ناگزیر مراسم ازدواج به‌ تعویق افتاد. پس از طی دوران نقاهت، تشریفات عقد و ازدواج در نهایت سادگی در ۲۳ بهمن برگزار شد.
محمدرضا حدود شش‌ سال پس از آن‌که فوزیه وی را ترک کرد با ثریا اسفندیاری ازدواج کرد. با وجود آنکه شمس، ثریا را برای همسری شاه معرفی کرده بود، ولی ثریا نه به شمس، نه به مادر شاه و نه حتی به شهناز (دخترِ شاه از ازدواج قبلی) علاقه‌ای نداشت. به گفتهٔ غلامرضا افخمی، برخلاف شایعات، رابطهٔ ثریا با اشرف خوب بوده‌است. چرا که اشرف، برادرش را دوست داشت و می‌دانست که شاه عاشق ثریا است. به گفته اشرف:
«شاه عاشق ثریا بود و اگر ثریا می‌توانست برای او جانشینی بیاورد، آنان هیچ‌گاه از هم جدا نمی‌شدند…»
بعد از چند سال موضوع بچه‌دار شدن آنها بسیار جدی در دربار مطرح شد و ملکه مادر مرتباً این مطلب را با پسرش در میان می‌گذاشت. شاه در مهر ۱۳۳۳ با ثریا به آمریکا رفت و در آنجا آزمایش‌های دقیق پزشکی انجام پذیرفت و در مورد او هیچ چیز غیرطبیعی دیده نشد و سرپرست هیئت پزشکی اعلام کردند شما هر دو در کمال سلامت هستید و فقط باید صبر کنید. چند سال بعد نیز فریبرز یک پزشک متخصص آمریکایی را برای انجام آزمایش‌های لازم از ثریا، به تهران فرستاد. پزشک مذکور نیز هیچ دلیلی برای حامله نشدن وی نیافت.

## جدا شدن محمدرضا از ثریا

محمدرضا پهلوی و ثریا اسفندیاری در میامی

محمدرضا از ثریا خواست تا به سنت موریتز برود و روز ۲۴ بهمن ۱۳۳۶ با تشریفات رسمی تهران را ترک کرد و بعد از آن دیگر هیچ وقت به ایران بازنگشت. در روز ۲۴ اسفند ۱۳۳۶ از وی جدا شد و طلاق او از طریق مجلس شورای ملی اعلام شد.
محمدرضا نیز متنی به این عنوان تهیه کرد و با ابراز کمال تأسف و تألم و با تذکر اینکه ثریا پهلوی در تمام مدت همسری محمدرضا پهلوی از هیچ گونه خدمت و عطوفت و خیرخواهی نسبت به ملت ایران خودداری نفرموده و از هر حیث شایستگی مقام شامخ خود را داشته‌اند و در این مورد نیز با کمال علاقه و محبتی که فی‌مابین وجود دارد، آمادگی خود را برای قبول هر نوع تصمیمی که از طرف ذات شاهانه اتخاذ شود اعلام کردند. با اظهار نظر هیئت مشورتی، موافقت و با صرف نظر از احساسات شخصی خود در برابر مصالح عالیه مهمی تصمیم خویش را به جدایی اتخاذ کردند.
ثریا بعد از جدایی از شاه ایران مدتی به ایتالیا رفت. ثریا به دلیل اینکه به سینما و بازیگری عشق می‌ورزید سعی می‌کرد پس از طلاق با گذراندن اوقات در مجالس بازیگران و کارگردانان معروف ایتالیایی که، از قبل، زمانی که ثریا ملکهٔ ایران بودند وی را می‌شناختند سپری کند.
در بین اینها کارگردانی ایتالیایی به نام فرانکو ایندووینا که پیش از این نیز به ثریا، پیشنهاد بازی در فیلمی را داده بود و ثریا به دلیل اینکه ممکن بود محمدرضا اجازه ندهد پیشنهادِ وی را رد کرده بود، این بار پیشنهاد فرانکو را می‌پذیرد و در فیلمی بنام سه چهره یک زن ایفای نقش می‌کند. بعدها با رفت‌وآمدهای با فرانکو این دو شریک زندگی می‌شوند؛ و ثریا در ایتالیا همراه فرانکو زندگی جدیدی را آغاز می‌کند.
اما چند وقت بعد فرانکو برای انجام یک کاری عازم سفر به کشوری دیگر می‌شود و ثریا هم تصمیم می‌گیرد به آلمان برود و به مادر و پدرش سری بزند؛ ولی چند ساعت بعد پسر عموی فرانکو با ثریا تماس می‌گیرد و خبر می‌دهد که هواپیمایی که فرانکو در آن بوده سقوط کرده و او فوت کرده. فرانکو در سن ۳۹ سالگی از دنیا رفت و در جزیرهٔ سیسیل ایتالیا به خاک سپرده شد.
مرگ پدر که ثریا خیلی دوستش داشت، ضربه روحی دیگری برای ثریا بود. مادرش اِوا کارل در سال ۱۹۹۴ (میلادی) درگذشت. پس از فوت مادرش تنها برادر کوچکترش بیژن در ایران زندگی کرده و زنده بود.
ثریا اسفندیاری سال‌ها بعد از جدایی از محمدرضا پهلوی در نامه‌ای به عبدالکریم ایادی پزشک مخصوص دربار از او درخواست کرد مانع از نوشته شدن مطلبی دربارۀ زندگی او در کتاب زندگی‌نامۀ محمدرضا پهلوی بشود که قرار بود توسط راث هافمن (Rath Haffman) نوشته شود. او در این نامه خطاب به ایادی، محمدرضا شاه را "ارباب شما" نامیده است.

## مرگ
ثریا اسفندیاری در ۴ آبان ۱۳۸۰ در ۶۹ سالگی بر اثر سکته مغزی در پاریس درگذشت. مراسم خاکسپاری وی در شهر پاریس ، پایتخت فرانسه برگزار شد. ثریا اسفندیاری در آرامگاه مونیخ در آلمان به خاک سپرده شد.
ثریا اسفندیاری در کتابش وصیت کرده بود تمامی اموال، حتی آلبوم موسیقی وی را در مراکز معتبر مزایده اروپا به مزایده بگذارند و پول آن را را به کمیته بین‌المللی صلیب سرخ ، انجمن ملی حمایت کودکان استثنایی ایران و یونیسف (آژانس حمایت از حقوق کودکان سازمان ملل متحد) بدهند.
پس از مرگ اسفندیاری، اموال ملکه پیشین در یک مزایده در پاریس به فروش رسید که از آن ۸٫۳ میلیون دلار به دست آمد، از جمله لباس عروسی مارک کریستین دیور او ۱٫۲ میلیون دلار به فروش رسید.
برادر کوچکترش بیژن (۱۳۸۰–۱۳۱۶) نیز یک هفته پس از درگذشت ثریا، جان خود را از دست می دهد.ایشان گفته بود: «بعد از او، من هم‌ صحبتی ندارم.»

## میراث
میزان دقیق ثروت به جای مانده از ملکه پیشین ایران به درستی مشخص نیست. گمان می‌رود که دارایی‌های ثریا ارزشی بین ۴۰ تا ۵۰ میلیون یورو داشته باشند که به این مبلغ بایستی ارزش املاک و مستغلات وی نیز اضافه شود. سال ۲۰۱۲ بخشی از جواهرات ثریا در حراجی کریستی لندن به فروش رفت. در این حراجی تنها یکی از انگشترهای الماس وی نزدیک به ۱۰۰ هزار یورو فروخته شد.
با برگزاری دادگاه ایالتی شهر کلن در ۵ نوامبر ۲۰۱۳ مناقشه حقوقی وارد دور جدیدی شد. ۳۰ نفر از بستگان و آشنایان ثریا اسفندیاری، از روز (۵ نوامبر/۱۴ آبان) در دادگاهی غیرعلنی در شهر کلن برای به ارث بردن ثروت چندین میلیون یورویی وی، در مقابل یکدیگر قرار گرفتند. این دادگاه وظیفه دارد که دربارهٔ «وارث حقوقی و واقعی» ثریا تصمیم بگیرد. ثریا اسفندیاری برادر خود، بیژن اسفندیاری را وارث اموال خویش معرفی کرده بود. اما بیژن اسفندیاری نیز تنها به فاصله چند روز پس از مرگ خواهرش ثریا در سال ۲۰۰۱ فوت کرد. پس از مرگ بیژن اسفندیاری، «منشی و راننده» او، حسن فیروزفر مدعی شد که بیژن ۱۵ دقیقه قبل از فوتش با تنظیم دست‌نوشته‌ای، او را تنها وارث خود مقرر کرده است.
پریچهر زائر یکی از بستگان ثریا در مورد اعتبار و صحت این دست‌نوشته تردید دارد. پریچهر زائر (۷۰ ساله) یکی از ۲۲ نفری است که جزو بستگان و وارثان ثریا اسفندیاری به‌شمار می‌آید. پریچهر زائر گفته است: «میراث ثریا باید در خانواده او باقی بماند. این عادلانه نیست که شخص بیگانه‌ای این ثروت را تصاحب کند.» زائر افزود: «من با این پول می‌توانم به خیلی افراد کمک کنم.»

### حکم دادگاه
در ۱۵ ژوئیه ۲۰۱۴ (۲۴ تیر ۱۳۹۳) دادگاهی در آلمان حکم داد شش میلیون دلار از اموال باقی‌مانده از ثریا اسفندیاری بختیاری، به سه سازمان خیریه فرانسوی داده شود؛ دادگاه بر اساس وصیت ثریا حکم داد.
سه «سازمان صلیب سرخ»، گروه «حامیان حیوانات» و یک نهاد «حمایت از افراد ناتوان در فرانسه» به‌طور مساوی بخشی از ثروت اسفندیاری، به مبلغ چهار میلیون و ۵۰۰ هزار یورو (معادل شش میلیون و ۱۰۰ هزار دلار) را به ارث خواهند برد.
وی ۱۰ سال پیش از مرگش وصیت کرده بود بخشی از اموالش شامل جواهرات و اثاثیه محتویات خانه‌اش در پاریس به نفع سه سازمان خیریه حراج شود به شرط آن‌که از بیژن (برادرش)، فرزندی حاصل از ازدواج باقی نمانده باشد.
مقام‌های قضایی در کلن گفته‌اند برای دادگاه «محقق نشده» که، برادر ثریا اسفندیاری که یک هفته بعد از او از دنیا رفته، طبق قوانین آلمان ازدواج کرده و فرزندی حاصل از این ازدواج داشته‌باشد.